# Joaquim Ferreira do Amaral
Joaquim Martins Ferreira do Amaral (ur. 13 kwietnia 1945 w Lizbonie) – portugalski polityk i inżynier, poseł do Zgromadzenia Republiki, minister w różnych resortach, kandydat w wyborach prezydenckich w 2001.

## Życiorys
Z wykształcenia inżynier mechanik, absolwent Instituto Superior Técnico w Lizbonie z 1968. Służył w milicji w Angoli. Pod koniec lat 70. był dyrektorem generalnym Industrias Electromecánicas. W okresie przemian politycznych dołączył do administracji rządowej. W 1979 został sekretarzem stanu ds. przemysłu wydobywczego, a w 1981 sekretarzem stanu ds. integracji europejskiej. Od 1982 pełnił kierownicze funkcje w instytucjach zajmujących się przemysłem obronnym i inwestycjami zagranicznymi. W 1983 otrzymał nominację na sekretarza stanu ds. turystyki.
W latach 1984–1985 był ministrem handlu i turystyki w gabinecie, którym kierował Mário Soares. W 1985 objął funkcję przewodniczącego zgromadzenia miejskiego w Cascais, a w następnym roku przewodniczącego rady dyrektorów instytutu zajmującego się finansowaniem rozwoju rolnictwa i rybołówstwa (IFADAP). W latach 1987–1995 był członkiem rządów, na czele których stał Aníbal Cavaco Silva. Do 1990 ponownie sprawował urząd ministra handlu i turystyki, następnie zajmował stanowisko ministra robót publicznych, transportu i komunikacji.
W 1995, 1999 i 2002 z ramienia Partii Socjaldemokratycznej obejmował mandat posła do Zgromadzenia Republiki. Pełnił funkcję wiceprzewodniczącego socjaldemokratów. Jednocześnie od 1996 powoływany na stanowiska zarządcze i doradcze w różnych przedsiębiorstwach. W 2001 był kandydatem PSD w wyborach prezydenckich, które w pierwszej turze zakończyły się zwycięstwem ubiegającego się o reelekcję socjalisty Jorge Sampaio. Joaquim Ferreira do Amaral otrzymał w niej 34,7% głosów.

## Odznaczenia
- Krzyż Wielki Orderu Infanta Henryka (2006)[4]
- Krzyż Wielki Orderu Krzyża Południa (Brazylia, 1991)
- Krzyż Wielki Orderu Oranje-Nassau (Holandia, 1996)[5]